# Antonio Bertoletti
Antonio Marco Agostino Bertoletti (Milano, 28 agosto 1775 – Vienna, 6 marzo 1846) è stato un generale italiano.

## Carriera militare
Bertoletti era un partigiano della "libertà francese" e si armò, con un gran numero di suoi compatrioti, per difendere i francesi in Italia. Dopo aver studiato teoria militare, salì rapidamente dai ranghi inferiori a quello di capitano, prestò servizio con lode nelle campagne del 1797, 1798 e 1799, e si meritò l'onore di essere nominato comandante di battaglione sul campo di battaglia stesso. Nel 1803 divenne colonnello, nel 1806 colonnello maggiore della Guardia imperiale e nel 1807 generale di brigata.
Durante la guerra della quinta coalizione, Bertoletti prestò servizio sul fronte italiano sotto il comando di Eugenio di Beauharnais, viceré d'Italia. Allo scoppio della guerra comandò una brigata nella divisione di Achille Fontanelli. Successivamente Giambattista Rusca prese il comando della divisione, che perse la battaglia del Piave. Bertoletti comandò la sua brigata in un'azione a Klagenfurt l'8 giugno e a Papa, in Ungheria, il 12 giugno, nonché nella grande battaglia di Raab il 14 giugno. Durante la battaglia di Wagram la sua brigata difese Klagenfurt sulla linea di comunicazione di Eugenio.
Nel giugno 1813 Bertoletti tenne la fortezza di Tarragona con 1 600 soldati contro i 16 000 uomini dell'esercito britannico di John Murray. Rendendosi conto che non poteva sperare di mantenere le mura esterne con la sua piccola guarnigione franco-italiana, si ritirò nelle difese interne e in due opere esterne. Alla fine, Murray abbandonò l'assedio e 18 cannoni pesanti quando seppe che sarebbero arrivate due colonne di soccorso francesi. Quando la spedizione britannica salpò, Bertoletti chiamò all'erta l'aiuto della più vicina colonna francese, che presto marciò nella fortezza. Alla notizia che i rinforzi francesi erano nelle vicinanze, Murray rinunciò a un secondo piano per catturare Tarragona. Dopo le guerre napoleoniche, Bertoletti servì la corona austriaca come feldmaresciallo. Il suo nome è inciso sull'Arco di Trionfo di Parigi, sulla 37ª colonna.

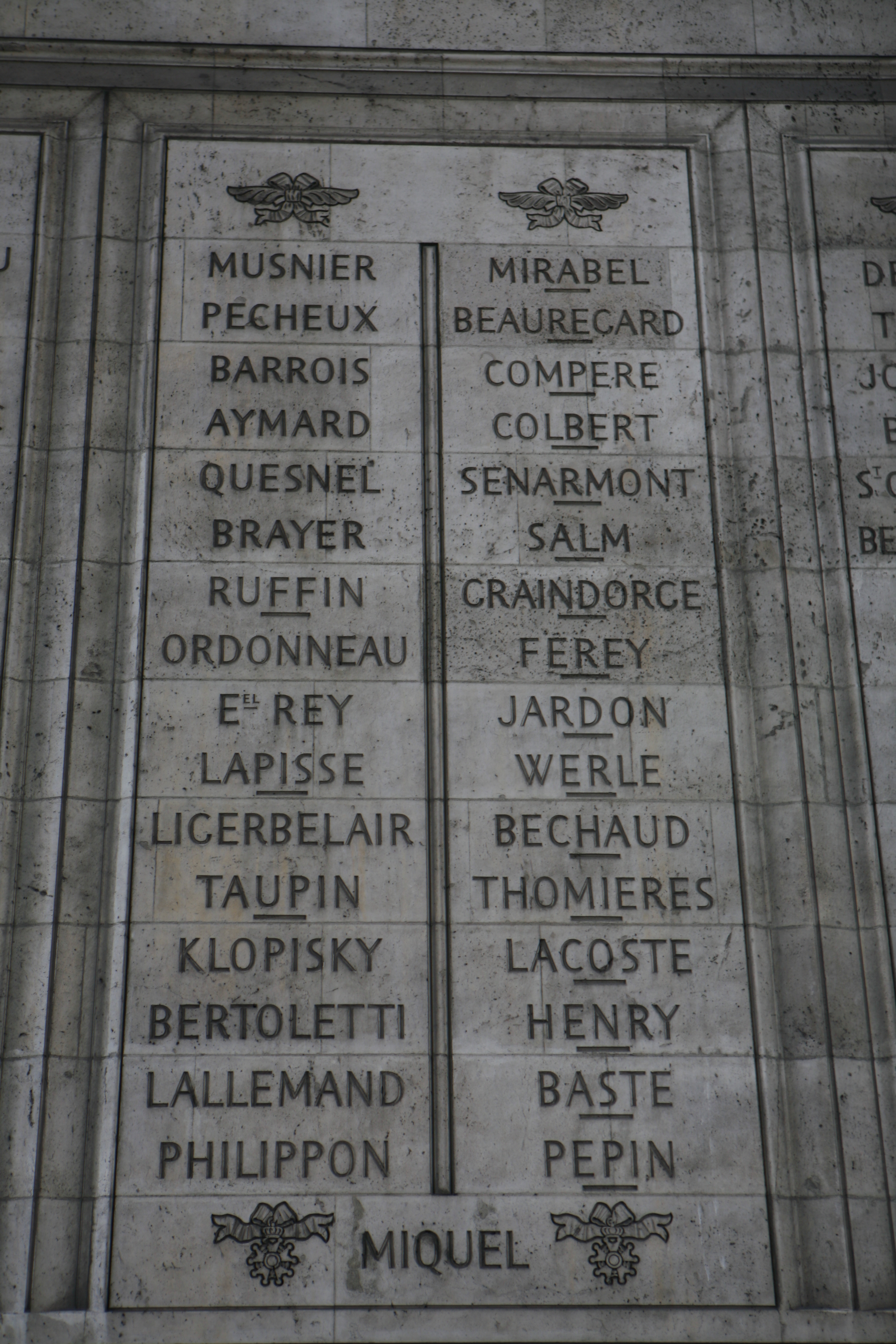
Nomi incisi sotto l'Arco di Trionfo di Parigi, pilastro ovest, 37ª e 38ª colonna